# Santiago E-Prix 2020
Der Santiago E-Prix 2020 (offiziell: 2020 Antofagasta Minerals Santiago E-Prix) fand am 18. Januar auf der Formel-E-Rennstrecke Santiago (Parque O’Higgins) in Santiago statt und war das dritte Rennen der FIA-Formel-E-Meisterschaft 2019/20. Es handelte sich um den dritten Santiago E-Prix und den zweiten auf dieser Strecke.

## Bericht

### Hintergrund
Nach dem Diriyya E-Prix führte Alexander Sims in der Fahrerwertung mit fünf Punkten vor Stoffel Vandoorne und mit neun Punkten vor Sam Bird. In der Teamwertung hatte Mercedes-Benz EQ zwei Punkte Vorsprung auf Virgin Racing und drei Punkte Vorsprung auf BMW i Andretti Motorsport.
Mit Jean-Éric Vergne und Bird (jeweils einmal) traten zwei ehemalige Sieger zu diesem Rennen an.

### Training
Im ersten freien Training war Bird mit einer Rundenzeit von 1:04,914 Minuten Schnellster vor António Félix da Costa und Edoardo Mortara.
Im zweiten freien Training fuhr Oliver Rowland in 1:04,799 Minuten die Bestzeit vor Felipe Massa und Mitch Evans. Das Training wurde unterbrochen, nachdem Brendon Hartley auf der Strecke ein Kühlgebläse verloren hatte, das seine Mechaniker versehentlich nicht vom Fahrzeug entfernt hatten. Das Training wurde nach einem Unfall von Ma Qinghua wenige Minuten vor dem Ende abgebrochen.

### Qualifying
Das Qualifying begann am Samstag um 12:00 Uhr und fand in vier Gruppen zu je sechs Fahrern statt, jede Gruppe hatte sechs Minuten Zeit, in der die Piloten maximal eine gezeitete Runde mit einer Leistung 200 kW und anschließend maximal eine gezeitete Runde mit einer Leistung von 250 kW fahren durften. Ma konnte nicht teilnehmen, weil sein Fahrzeug nach dem Unfall im zweiten freien Training nicht einsatzbereit war. Evans war mit einer Rundenzeit von 1:04,941 Minuten Schnellster und erhielt einen Punkt. Di Grassi und Rowland qualifizierten sich nach Fahrfehlern nicht für das Rennen, da sie langsamer als die 110-Prozent-Zeit fuhren. Rowland wurde im Anschluss nachträglich disqualifiziert, da an seinem Fahrzeug Reparaturen durchgeführt wurden.
Die sechs schnellsten Fahrer fuhren anschließend im Superpole genannten Einzelzeitfahren die ersten sechs Positionen aus. Evans sicherte sich mit einer Rundenzeit von 1:04,827 Minuten die Pole-Position und damit drei weitere Punkte. Die weiteren Positionen belegten Maximilian Günther, Pascal Wehrlein, Massa, Oliver Turvey und Sébastien Buemi.
Obwohl sie sich nicht qualifiziert hatten, erhielten di Grassi, Ma und Rowland die Erlaubnis, am Rennen teilzunehmen.

### Rennen
Das Rennen ging über eine Zeit von 45 Minuten zuzüglich einer Runde. Jeder Fahrer musste den Attack-Mode zweimal aktivieren, nach der Aktivierung leistete das Fahrzeug für eine Zeit von vier Minuten maximal 235 kW statt 200 kW.
Günther gewann das Rennen vor Félix da Costa und Evans. Die weiteren Punkteplatzierungen belegten Wehrlein, Nyck de Vries, Vandoorne, di Grassi, James Calado, Massa und Bird. Der Punkt für die schnellste Rennrunde unter den ersten Zehn ging an Bird.

## Meldeliste
Alle Teams und Fahrer verwendeten Reifen von Michelin.
| Team                                     | Fahrzeug                         | Nr. | Fahrer                 |
| ---------------------------------------- | -------------------------------- | --- | ---------------------- |
| DS Techeetah                             | DS E-Tense FE20                  | 13  | António Félix da Costa |
| DS Techeetah                             | DS E-Tense FE20                  | 25  | Jean-Éric Vergne       |
| Audi Sport ABT Schaeffler Formula E Team | Audi e-tron FE06                 | 11  | Lucas di Grassi        |
| Audi Sport ABT Schaeffler Formula E Team | Audi e-tron FE06                 | 66  | Daniel Abt             |
| Envision Virgin Racing                   | Audi e-tron FE06                 | 02  | Sam Bird               |
| Envision Virgin Racing                   | Audi e-tron FE06                 | 04  | Robin Frijns           |
| Nissan e.dams                            | Nissan IM02                      | 22  | Oliver Rowland         |
| Nissan e.dams                            | Nissan IM02                      | 23  | Sébastien Buemi        |
| BMW i Andretti Motorsport                | BMW iFE.20                       | 27  | Alexander Sims         |
| BMW i Andretti Motorsport                | BMW iFE.20                       | 28  | Maximilian Günther     |
| Mahindra Racing                          | Mahindra M6Electro               | 64  | Jérôme D’Ambrosio      |
| Mahindra Racing                          | Mahindra M6Electro               | 94  | Pascal Wehrlein        |
| Panasonic Jaguar Racing                  | Jaguar I-Type IV                 | 20  | Mitch Evans            |
| Panasonic Jaguar Racing                  | Jaguar I-Type IV                 | 51  | James Calado           |
| ROKiT Venturi Racing                     | Mercedes-Benz EQ Silver Arrow 01 | 19  | Felipe Massa           |
| ROKiT Venturi Racing                     | Mercedes-Benz EQ Silver Arrow 01 | 48  | Edoardo Mortara        |
| Mercedes-Benz EQ Formula E Team          | Mercedes-Benz EQ Silver Arrow 01 | 05  | Stoffel Vandoorne      |
| Mercedes-Benz EQ Formula E Team          | Mercedes-Benz EQ Silver Arrow 01 | 17  | Nyck de Vries          |
| Geox Dragon                              | Penske EV-4                      | 06  | Brendon Hartley        |
| Geox Dragon                              | Penske EV-4                      | 07  | Nico Müller            |
| NIO 333 FE Team                          | NIO FE-005                       | 03  | Oliver Turvey          |
| NIO 333 FE Team                          | NIO FE-005                       | 33  | Ma Qinghua             |
| TAG Heuer Porsche Formula E Team         | Porsche 99X Electric             | 18  | Neel Jani              |
| TAG Heuer Porsche Formula E Team         | Porsche 99X Electric             | 36  | André Lotterer         |

## Klassifikationen

### Qualifying
| Pos. | Fahrer                 | Team                                     | Zeit       | Superpole | Start |
| ---- | ---------------------- | ---------------------------------------- | ---------- | --------- | ----- |
| 01   | Mitch Evans            | Panasonic Jaguar Racing                  | 1:04,941   | 1:04,827  | 01    |
| 02   | Maximilian Günther     | BMW i Andretti Motorsport                | 1:05,169   | 1:05,102  | 02    |
| 03   | Pascal Wehrlein        | Mahindra Racing                          | 1:05,525   | 1:05,645  | 03    |
| 04   | Felipe Massa           | ROKiT Venturi Racing                     | 1:05,463   | 1:05,645  | 04    |
| 05   | Oliver Turvey          | NIO 333 FE Team                          | 1:05,510   | 1:05,788  | 05    |
| 06   | Sébastien Buemi        | Nissan e.dams                            | 1:05,390   | 1:05,809  | 06    |
| 07   | Edoardo Mortara        | ROKiT Venturi Racing                     | 1:05,547   | –         | 07    |
| 08   | Nyck de Vries          | Mercedes-Benz EQ Formula E Team          | 1:05,560   | –         | 08    |
| 09   | Stoffel Vandoorne      | Mercedes-Benz EQ Formula E Team          | 1:05,566   | –         | 09    |
| 10   | António Félix da Costa | DS Techeetah                             | 1:05,574   | –         | 10    |
| 11   | Jean-Éric Vergne       | DS Techeetah                             | 1:05,625   | –         | 11    |
| 12   | Neel Jani              | TAG Heuer Porsche Formula E Team         | 1:05,696   | –         | 12    |
| 13   | Daniel Abt             | Audi Sport ABT Schaeffler Formula E Team | 1:05,745   | –         | 13    |
| 14   | André Lotterer         | TAG Heuer Porsche Formula E Team         | 1:05,801   | –         | 14    |
| 15   | Alexander Sims         | BMW i Andretti Motorsport                | 1:05,848   | –         | 15    |
| 16   | Sam Bird               | Envision Virgin Racing                   | 1:05,886   | –         | 16    |
| 17   | Brendon Hartley        | Geox Dragon                              | 1:06,126   | –         | 17    |
| 18   | James Calado           | Panasonic Jaguar Racing                  | 1:06,305   | –         | 18    |
| 19   | Nico Müller            | Geox Dragon                              | 1:06,367   | –         | 19    |
| 20   | Jérôme D’Ambrosio      | Mahindra Racing                          | 1:07,692   | –         | 20    |
| 21   | Robin Frijns           | Envision Virgin Racing                   | 1:07,692   | –         | 21    |
| 22   | Lucas di Grassi        | Audi Sport ABT Schaeffler Formula E Team | 1:26,526   | –         | 22    |
| –    | Oliver Rowland         | Nissan e.dams                            | keine Zeit | –         | 23    |
| –    | Ma Qinghua             | NIO 333 FE Team                          | keine Zeit | –         | 24    |

Anmerkungen
1. ↑  Rowland wurde wegen Verstoßes gegen die Parc-fermé-Bestimmungen disqualifiziert. Sein Team hatte nach einem Unfall im Qualifying Reparaturarbeiten am Wagen vorgenommen.
2. ↑  Ma wurde wegen Verstoßes gegen die Parc-fermé-Bestimmungen disqualifiziert. Sein Team hatte nach einem Unfall im freien Training Reparaturarbeiten am Wagen vorgenommen, die bis zum Beginn des Qualifyings nicht abgeschlossen waren.

### Rennen
| Pos. | Fahrer                 | Team                                     | Runden | Zeit       | Start | Schnellste Runde |
| ---- | ---------------------- | ---------------------------------------- | ------ | ---------- | ----- | ---------------- |
| 01   | Maximilian Günther     | BMW i Andretti Motorsport                | 40     | 46:11,511  | 02    | 1:07,592 (40.)   |
| 02   | António Félix da Costa | DS Techeetah                             | 40     | + 2,067    | 10    | 1:07,271 (33.)   |
| 03   | Mitch Evans            | Panasonic Jaguar Racing                  | 40     | + 5,119    | 01    | 1:08,166 (21.)   |
| 04   | Pascal Wehrlein        | Mahindra Racing                          | 40     | + 7,050    | 03    | 1:07,558 (40.)   |
| 05   | Nyck de Vries          | Mercedes-Benz EQ Formula E Team          | 40     | + 9,883    | 08    | 1:07,395 (39.)   |
| 06   | Stoffel Vandoorne      | Mercedes-Benz EQ Formula E Team          | 40     | + 11,237   | 09    | 1:07,311 (40.)   |
| 07   | Lucas di Grassi        | Audi Sport ABT Schaeffler Formula E Team | 40     | + 14,437   | 22    | 1:07,076 (26.)   |
| 08   | James Calado           | Panasonic Jaguar Racing                  | 40     | + 18,255   | 18    | 1:07,948 (40.)   |
| 09   | Felipe Massa           | ROKiT Venturi Racing                     | 40     | + 20,430   | 04    | 1:06,993 (21.)   |
| 10   | Sam Bird               | Envision Virgin Racing                   | 40     | + 21,780   | 16    | 1:06,948 (22.)   |
| 11   | Oliver Turvey          | NIO 333 FE Team                          | 40     | + 27,778   | 05    | 1:08,075 (19.)   |
| 12   | Nico Müller            | Geox Dragon                              | 40     | + 33,786   | 19    | 1:07,920 (10.)   |
| 13   | Sébastien Buemi        | Nissan e.dams                            | 40     | + 43,257   | 06    | 1:07,553 (19.)   |
| 14   | Daniel Abt             | Audi Sport ABT Schaeffler Formula E Team | 40     | + 47,198   | 13    | 1:07,783 (17.)   |
| 15   | Robin Frijns           | Envision Virgin Racing                   | 39     | + 1 Runde  | 21    | 1:07,559 (20.)   |
| 16   | Ma Qinghua             | NIO 333 FE Team                          | 39     | + 1 Runde  | 24    | 1:09,085 (38.)   |
| 17   | Oliver Rowland         | Nissan e.dams                            | 36     | + 4 Runden | 23    | 1:06,405 (26.)   |
| –    | Jérôme D’Ambrosio      | Mahindra Racing                          | 40     | NC         | 20    | 1:07,991 (34.)   |
| –    | Brendon Hartley        | Geox Dragon                              | 35     | DNF        | 17    | 1:08,149 (31.)   |
| –    | Jean-Éric Vergne       | DS Techeetah                             | 32     | DNF        | 11    | 1:07,747 (16.)   |
| –    | Edoardo Mortara        | ROKiT Venturi Racing                     | 29     | DNF        | 07    | 1:07,551 (17.)   |
| –    | Alexander Sims         | BMW i Andretti Motorsport                | 4      | DNF        | 15    | 1:08,722 (04.)   |
| –    | Neel Jani              | TAG Heuer Porsche Formula E Team         | 2      | DNF        | 12    | –                |
| DSQ  | André Lotterer         | TAG Heuer Porsche Formula E Team         | 28     | DSQ        | 14    | 1:07,535 (21.)   |

Anmerkungen
1. ↑  De Vries erhielt eine Zeitstrafe von fünf Sekunden, da die festgelegte Minimaltemperatur der Batteriekühlung an seinem Wagen nicht eingehalten wurde.
2. ↑  Müller erhielt nachträglich eine Zeitstrafe von zehn Sekunden, weil er eine Kollision mit Lotterer verursacht hatte.
3. ↑  Buemi erhielt nachträglich eine Durchfahrtstrafe, die in eine Zeitstrafe von 30 Sekunden umgewandelt wurde, weil die Leistungsabgabe aus dem Batteriesystem nicht dem entsprach, was bei der Homologation der sogenannten „Throttle-Map“ angegeben wurde.
4. ↑  Abt erhielt nachträglich eine Durchfahrtstrafe, die in eine Zeitstrafe von 30 Sekunden umgewandelt wurde, weil er eine Kollision verursacht hatte.
5. ↑  Ma erhielt nachträglich eine Stop-and-Go-Strafe von zehn Sekunden, die in eine Zeitstrafe von 45 Sekunden umgewandelt wurde, weil er seinen Attack-Mode nicht benutzt hatte. Zusätzlich erhielt er eine Zeitstrafe von fünf Sekunden, da das Team bei seinem Wagen den „Battery Software Implementation Guide“ nicht eingehalten hatte.
6. ↑  Lotterer wurde disqualifiziert, weil er mehr als die maximal erlaubte Leistung verwendet hatte.

## Meisterschaftsstände nach dem Rennen
Die ersten Zehn des Rennens bekamen 25, 18, 15, 12, 10, 8, 6, 4, 2 bzw. 1 Punkt(e). Zusätzlich gab es drei Punkte für die Pole-Position, einen Punkt für den schnellsten Fahrer nach der Qualifying-Gruppenphase und einen Punkt für den Fahrer unter den ersten Zehn, der die schnellste Rennrunde erzielte.

### Fahrerwertung
| Pos. | Fahrer                 | Team                                     | Punkte |
| ---- | ---------------------- | ---------------------------------------- | ------ |
| 01   | Stoffel Vandoorne      | Mercedes-Benz EQ Formula E Team          | 38     |
| 02   | Alexander Sims         | BMW i Andretti Motorsport                | 35     |
| 03   | Sam Bird               | Envision Virgin Racing                   | 28     |
| 04   | Maximilian Günther     | BMW i Andretti Motorsport                | 25     |
| 05   | Lucas di Grassi        | Audi Sport ABT Schaeffler Formula E Team | 24     |
| 06   | Oliver Rowland         | Nissan e.dams                            | 22     |
| 07   | António Félix da Costa | DS Techeetah                             | 21     |
| 08   | Mitch Evans            | Panasonic Jaguar Racing                  | 21     |
| 09   | André Lotterer         | TAG Heuer Porsche Formula E Team         | 18     |
| 10   | Edoardo Mortara        | ROKiT Venturi Racing                     | 18     |
| 11   | Nyck de Vries          | Mercedes-Benz EQ Formula E Team          | 18     |
| 12   | Pascal Wehrlein        | Mahindra Racing                          | 12     |

| Pos. | Fahrer            | Team                                     | Punkte |
| ---- | ----------------- | ---------------------------------------- | ------ |
| 13   | Robin Frijns      | Envision Virgin Racing                   | 10     |
| 14   | James Calado      | Panasonic Jaguar Racing                  | 10     |
| 15   | Daniel Abt        | Audi Sport ABT Schaeffler Formula E Team | 8      |
| 16   | Jean-Éric Vergne  | DS Techeetah                             | 4      |
| 17   | Felipe Massa      | ROKiT Venturi Racing                     | 2      |
| 18   | Jérôme D’Ambrosio | Mahindra Racing                          | 2      |
| 19   | Brendon Hartley   | Geox Dragon                              | 2      |
| 20   | Oliver Turvey     | NIO 333 FE Team                          | 0      |
| 21   | Sébastien Buemi   | Nissan e.dams                            | 0      |
| 22   | Nico Müller       | Geox Dragon                              | 0      |
| 23   | Neel Jani         | TAG Heuer Porsche Formula E Team         | 0      |
| 24   | Ma Qinghua        | NIO 333 FE Team                          | 0      |

### Teamwertung
| Pos. | Team                                     | Punkte |
| ---- | ---------------------------------------- | ------ |
| 01   | BMW i Andretti Motorsport                | 60     |
| 02   | Mercedes-Benz EQ Formula E Team          | 56     |
| 03   | Envision Virgin Racing                   | 38     |
| 04   | Audi Sport ABT Schaeffler Formula E Team | 32     |
| 05   | Panasonic Jaguar Racing                  | 31     |
| 06   | DS Techeetah                             | 25     |

| Pos. | Team                             | Punkte |
| ---- | -------------------------------- | ------ |
| 07   | Nissan e.dams                    | 22     |
| 08   | ROKiT Venturi Racing             | 20     |
| 09   | TAG Heuer Porsche Formula E Team | 18     |
| 10   | Mahindra Racing                  | 14     |
| 11   | Geox Dragon                      | 2      |
| 12   | NIO 333 FE Team                  | 0      |